# Bakool
Bacol (in Somalo Bakool che significa "terreno fertile"; in arabo باكول Bākawl) è una regione della Somalia (26.962 km² 364.000 abitanti) con capoluogo Oddur. Si trova nello Stato federale della Somalia sud-occidentale. 

## Province
Della regione fanno parte le seguenti province:
- El Barde
- Oddur
- Rabdhure
- Tigieglò
- Uegit
- Aato
- Yeed